# Anthodioctes fasciatus
Anthodioctes fasciatus är en biart som först beskrevs av Urban 2007.  Anthodioctes fasciatus ingår i släktet Anthodioctes och familjen buksamlarbin. Inga underarter finns listade i Catalogue of Life.